# 等温滴定量热法

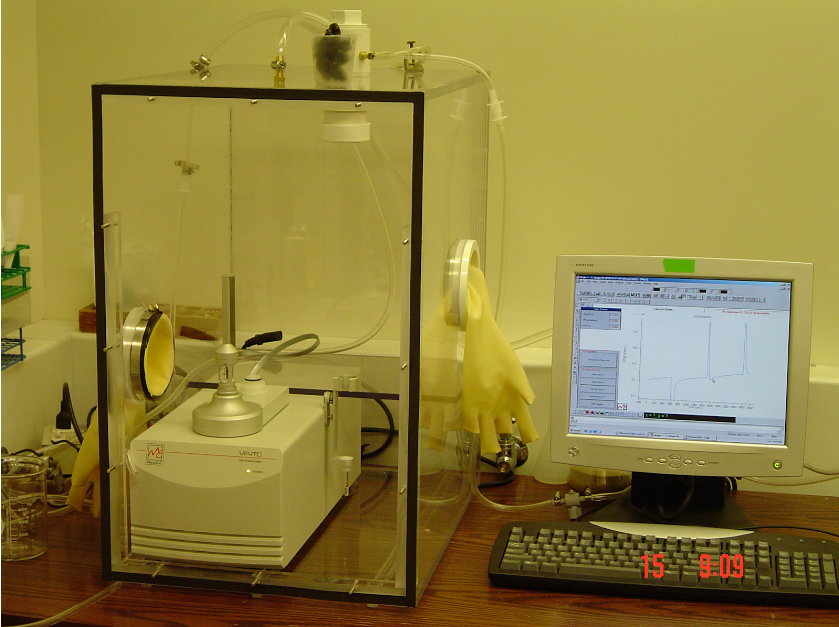
手套箱中的等温滴定量热仪

等温滴定量热法（isothermal titration calorimetry，ITC）在化学热力学中，是一种物理技术，用于确定溶液中相互作用的热力学参数，最常用于在无标记环境中研究小分子（如药用化合物）与大分子（蛋白质、DNA等）的结合。由两个封闭在绝热夹套中的样品池组成。要研究的化合物被放置在样品池中，而另一个样品池，即参比池，则用作对照，内含溶解样品的缓冲液。
该技术由H. D. Johnston于1968年开发，是他在杨百翰大学完成的博士论文的一部分，在1988 年由MicroCal公司推出之前一直被认为是小众技术。与其他热量计相比，ITC的优势在于不需要任何校正器，因为系统与环境之间没有热交换。

## 热力学测量

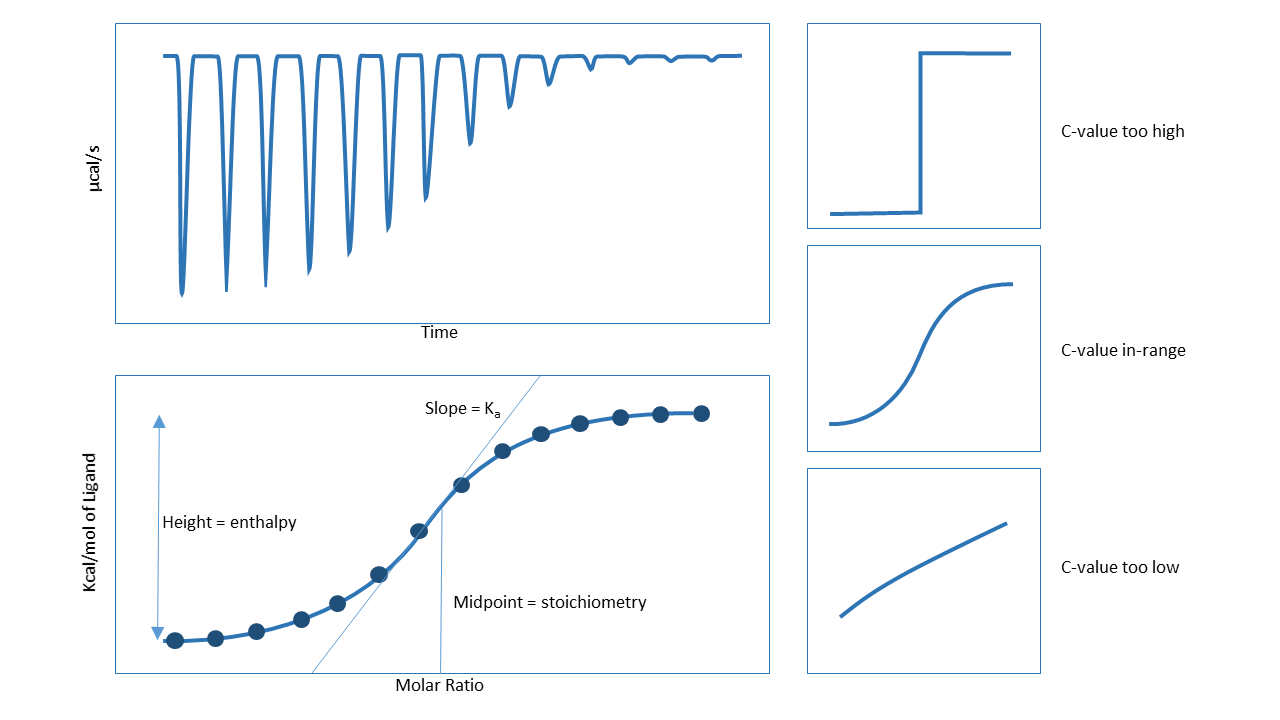
等温滴定量热曲线

ITC是一种定量技术，可以确定结合亲和力{\displaystyle K_{a}}、反应焓{\displaystyle \Delta H}和结合化学计量{\displaystyle n}，以及溶液中两个或多个分子之间相互作用的结合比例。这是通过测量将一种分子的溶液注入含有另一种分子溶液的反应池所引起的一系列结合反应的焓值来实现的。将焓值与注射产生的摩尔比绘制成图。从图中可以看出摩尔反应焓{\displaystyle \Delta H}、亲和常数{\displaystyle K_{a}}和化学计量学是通过曲线拟合确定的。反应的吉布斯自由能变{\displaystyle \Delta G}和熵变{\displaystyle \Delta S}的关系可以确定：
{\displaystyle \Delta G=-RT\ln {K_{a}}=\Delta H-T\Delta S}
其中，{\displaystyle R}是气体常数，{\displaystyle T}是热力学温度。
要准确测量结合亲和力，热图曲线必须是西格玛曲线。曲线的轮廓由{\displaystyle c}决定，计算公式为：
{\displaystyle c=nK_{a}M}
其中{\displaystyle n}是结合的化学计量学、{\displaystyle K_{a}}是结合常数，而{\displaystyle M}是分子浓度。{\displaystyle c}值必须介于1和1000之间，理想情况下介于10和100之间。就结合亲和力而言，c值在极限范围内大约在103~7。

## 仪器测量

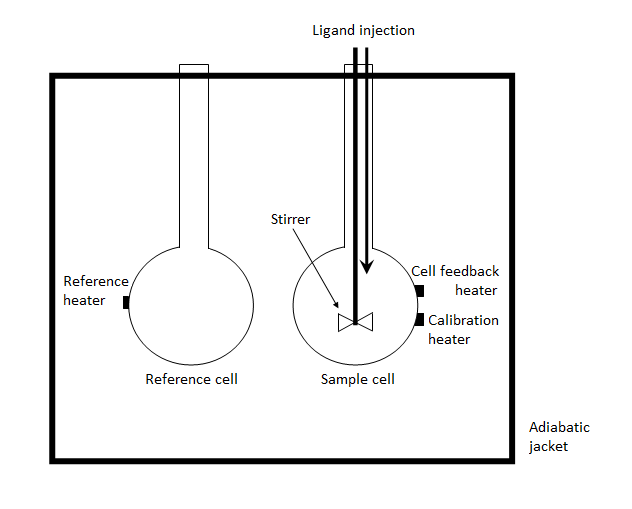
等温滴定量热仪示意图

等温滴定量热仪由两个相同的样品池组成，样品池由高效导热和化学惰性材料（如哈氏合金或金）制成，周围有绝热夹套。灵敏的热电堆/热电偶电路用于检测参比池（装有缓冲液或水）和装有大分子的样品池之间的温度差。在加入配体之前，先向参比池施加恒定功率（<1 mW），引导反馈电路，激活样品池上的加热器。在实验过程中，配体以精确已知的等分量滴定到样品池中，导致热量吸收或散发（取决于反应的性质）。测量包括随时间变化的输入功率，以保持样品池和参照池之间的温度相等。
在放热反应中，加入配体后样品池的温度会升高。这就导致样品池的反馈功率降低（记住：参考池应用的是参考功率），以保持两个池的温度相等。在吸热反应中，情况恰恰相反；反馈电路会增加功率以保持恒温（等温操作）。
观察结果绘制成与时间相对应的将参照池和样品池保持在相同温度所需的功率图。因此，实验原始数据由一系列热流（功率）尖峰组成，每个尖峰对应一次配体注入。对这些热流尖峰/脉冲进行时间积分，得出每次注入的总热交换量。然后可以分析这些热效应作为[配体]/[大分子]摩尔比函数的模式，从而得出所研究的相互作用的热力学参数。
为获得最佳结果，每次进样都应给予足够的时间以达到反应平衡。为了获得良好的测量结果，通常需要对样品进行脱气处理，因为样品池中气泡的存在会导致记录结果中出现异常数据图。整个实验在计算机控制下进行。
最常见的直接滴定是通过将反应中的两个成分直接结合在一起，用ITC来获得热力学数据。然而，许多化学反应和结合相互作用的结合亲和力可能高于c窗口所需的亲和力。为了解决c窗口和条件对某些结合相互作用的限制，可以采用各种不同的滴定方法。在某些情况下，根据结合机制的不同，只需在注射器和样品池之间改变样品进行反向滴定即可解决问题。对于大多数高亲和力或低亲和力的结合，需要进行螯合或竞争性滴定。这种方法是在样品池中加入预先结合的复合物溶液，然后在所需的c窗口内用观察到的较高结合亲和力试剂将其中一种成分螯合。

## 分析与解释

### 事後檢定和质子清单
收集到的实验数据不仅反映了相关相互作用的结合热力学，还反映了与之相关的任何竞争平衡。可以进行事后分析，通过简单的赫士定律过程，从实验热力学中确定缓冲焓或与溶剂无关的焓。下例显示了金属离子（{\displaystyle M}）和配体（{\displaystyle L}）之间的简单相互作用。{\displaystyle B}代表用于该相互作用的缓冲液，而{\displaystyle {\ce {H+}}}代表质子。
{\displaystyle \Delta H_{ITC}=-\Delta H_{MB}-(n_{H+})\Delta H_{LH}+(n_{H+})\Delta H_{BH}+\Delta H_{ML}}
因此，
{\displaystyle \Delta H_{ITC}=(n_{H+})\Delta H_{BH}+[-\Delta H_{MB}-(n_{H+})\Delta H_{LH}+\Delta H_{ML}]}
进一步处理后可计算出金属与配体相互作用的焓值。虽然这个例子是金属和配体之间的相互作用，但它适用于任何有关结合相互作用的ITC实验。
作为分析的一部分，计算与溶剂无关的热力学需要一定数量的质子。绘图即可轻松完成。

图的线性方程是事后分析中上述方程的重新排列版，形式为 y = mx + b：
{\displaystyle \Delta H_{ITC}=(n_{H+})\Delta H_{BH}+[-\Delta H_{MB}-(n_{H+})\Delta H_{LH}+\Delta H_{ML}]}

### 平衡常数
反应的平衡常数也与其他竞争平衡无关。竞争包括缓冲相互作用和其他pH依赖性反应，具体取决于实验条件。在下式中，竞争因子{\displaystyle Q}包含了来自相关物质以外的其他物质的竞争：
{\displaystyle Q=\Sigma (\beta _{n}[\mathrm {X} ]_{n})}
其中， {\displaystyle X}表示缓冲液或质子等物质浓度， {\displaystyle \beta }表示它们的平衡常数，则
{\displaystyle K_{ML}=K_{ITC}Q}

## 应用
过去 30 年来，等温滴定量热法被广泛应用于各个领域。过去，这项技术用于确定基本小分子相互作用的基本热力学值。近年来，ITC被更多地应用于工业领域，如药物发现和合成材料测试。虽然它在基础化学中仍有大量应用，但趋势已转向生物方面，因为在生物方面，无标记和独立于缓冲液的数值相对较难实现。

### 酶动力学
利用来自ITC的热力学数据，可以推断出酶动力学，包括质子或电子转移、别构调节、协同作用以及酶抑制作用。ITC收集的数据会随着时间的推移而变化，这对任何动力学实验都非常有用，尤其是对蛋白质而言，因为它可以不断进行等分注射。在计算方面，通过比较不同条件（pH 、使用突变肽链和结合位点等）下的实验数据，可直接利用平衡常数和结合斜率来确定别构和电荷转移。

### 膜和自组装肽研究
膜蛋白和某些蛋白质的自组装特性由于是一种无标记的热量计，因此可以在这种技术下进行研究。膜蛋白很难选择适当的溶解和纯化方案。由于ITC是一种非破坏性的量热工具，因此它可用作检测器，通过将已知的结合配体与蛋白质结合，找到具有所需结合位点的蛋白质部分。这一特点也适用于自组装蛋白质的研究，特别是用于测量其结构转变的热力学。

### 药物开发
药物需要在所需范围内与蛋白质有效结合，因此结合亲和力在药物化学中具有重要意义。然而，在设计药物时，确定焓变和优化热力学参数非常困难。ITC通过推断结合亲和力、焓/熵贡献及其结合化学计量学，解决了这一问题。

### 手性化学
有机金属化合物的手性也可以通过这种技术推导出来。每种手性化合物都有其独特的性质和结合机制，它们之间具有可比性，从而导致热力学性质的差异。通过将手性溶液结合在一个结合位点上，可以推断出手性的类型，并根据不同的目的，推断出哪种手性化合物更适合结合。

### 金属结合相互作用
MicroCal公司的Lin等人发表卵转铁蛋白与铁的结合研究以来，将金属离子与蛋白质和生物材料的其他成分结合是ITC最受欢迎的用途之一。这是由于生物系统中使用的一些金属离子具有d10电子构型，无法用其他常用技术（如紫外-可见分光光度法或电子顺磁共振）进行研究。由于生物系统中存在大量的金属结合酶，这也与生化和药物研究密切相关。

### 碳纳米管及相关材料
在研究碳纳米管以确定与生物分子的热力学结合相互作用和石墨烯复合材料相互作用时，该技术得到了很好的应用。ITC与碳纳米管的另一个显著用途是优化石墨烯复合材料和聚乙烯醇制备碳纳米管的过程。由于两种成分的混合是一种放热反应，因此 PVA 的组装过程可以通过热力学方法进行测量，其结合趋势也可以很容易地通过ITC观察到。

## 相关
- 差示扫描量热法
- 双偏振干涉测量法
- 吸附量热法
- 压力扰动量热法
- 表面等离子体共振